# Ayaz Mutallibov
Ayaz Niyazi oğlu Mütəllibov (Bakú, 12 de mayo de 1938-27 de marzo de 2022) fue un político azerí, quien fue el último líder de la República Socialista Soviética de Azerbaiyán en la Unión Soviética, y primer Presidente de la República de Azerbaiyán.

## Biografía

### Primeros años
Mutallibov nació el 12 de mayo de 1938 en Bakú, siendo hijo del médico Niyazi Aṣraf oğlu Mütallibov y de la ginecóloga Kubra Mütallibova. En 1956, se graduó de la escuela secundaria. Durante su juventud fue aficionado a la música jazz, y también fue miembro del equipo de voleibol de su escuela. Entre 1959 y 1962, Mutallibov asistió a la Universidad Estatal de Petróleo e Industria de la República Socialista Soviética de Azerbaiyán. Dos años más tarde, se convirtió en director de la Fábrica de Frigoríficos en Bakú.

### Carrera política
En 1963, Mutallibov se afilió al Partido Comunista de la Unión Soviética. En 1977, fue nombrado segundo secretario del partido comunista local en el distrito de Narimanov de Bakú, y ministro de industria ligera de la república en 1979. En 1982, se desempeñó como presidente de la Comisión Estatal de Planificación, y Primer vicepresidente del Consejo de Ministros de la RSS de Azerbaiyán, y en 1989 se desempeñó como presidente del Consejo de Ministros.  Un año después, mientras estaba en Moscú, fue nombrado secretario general del Partido Comunista, cargo que desempeñó durante dos años. Entre 1989 y 1991, fue también diputado por el distrito de Kubatly en el Congreso de Diputados del Pueblo de la URSS (organismo que había reemplazado al Sóviet Supremo), así como miembro del Politburó del PCUS entre 1990 y 1991.
Según algunos informes, el 19 de agosto de 1991, en una visita a Irán, Mutallibov mostró apoyo al Comité Estatal de Emergencia durante el intento de golpe de Estado. Sin embargo, en 2016, el mismo expresidente desmintió dicho rumor.

### Presidente del Azerbaiyán independiente
Tras la disolución de la Unión Soviética, Mutallibov disolvió el partido comunista y realizó cambios constitucionales, incluida la declaración de independencia de Azerbaiyán en diciembre de 1991, así como su postulación como único candidato para Presidente de Azerbaiyán, cargo que ocupó desde el 30 de agosto de 1991 hasta el 6 de marzo de 1992 y del 14 al 18 de mayo de 1992.  
Durante su mandato como presidente, la situación en el conflicto de Alto Karabaj empeoró. El 2 de septiembre de 1991, las fuerzas armenias proclamaron la creación de la República de Nagorno-Karabaj, y en noviembre el Consejo Supremo de Azerbaiyán adoptó una resolución sobre la cuestión de la región autónoma de Nagorno Karabaj. Al ser incapaz de resolver el conflicto, Mutallibov renunció por presión del Frente Popular de Azerbaiyán, a causa de se fracaso en la defensa de la ciudad de Jóyali. Yagub Mammadov fue nombrado presidente interino, asumiendo temporalmente las funciones hasta mayo de 1992, en las que el Consejo Popular   
Sin embargo, Mammadov renunció al cargo, incapaz de resolver la situación en el país. y a que la ciudad de Susha también había capturada el 8 de mayo. A causa de los acontecimientos, así como por presión de los simpatizantes de Mutallibov, el Consejo Supremo de Azerbaiyán revocó su renuncia anterior, y Mutallibov regresó a cargo como presidente de Azerbaiyán. Sin embargo, la oposición, liderada por el Frente Popular, inició una manifestación en contra del presidente, y unos días después, en la mañana del 15 de mayo, le lanzó un ultimátum, mediante el cual lo obligaba a renunciar del cargo a las 3 de la tarde. Al no recibir respuesta, la oposición, con apoyo de las fuerzas armadas, marchó hasta la residencia presidencial y consiguió tomar la ciudad. Postergaron el ultimátum a las 20:00 horas,  y esa misma noche, consiguieron llegar al edificio, aunque el expresidente ya no se encontraba en el lugar. Mutallibov renunció de nuevo, y abandonó el país.   

### Últimos años
En consecuencia, Mutallibov partió al exilio en Moscú en 1992, mientras que en Azerbaiyán, se abrió una causa penal contra el expresidente. En abril de 2000, sus seguidores proclamaron la formación de un nuevo partido denominado Partido de Unión Civil. Tras ello, fue un socialdemócrata, y líder (desde el exilio) del Partido Socialdemócrata de Azerbaiyán. En julio de 2012, regresó del exilio por permiso del presidente Ilham Aliyev.
Murió a los 83 años el 27 de marzo de 2022 en Bakú, después de una larga enfermedad.

## Vida personal
Mutallibov se casó con Adila Gogiyeva. Tuvieron dos hijos, Azad y Zaur.

## Premios y condecoraciones
- Orden de la Bandera Roja del Trabajo (2)

## Obras
- "Karabakh — Black Garden", Moscú